# Juan Estanislao de Elías
Juan Estanislao de Elías (n. Charcas, (Alto Perú), 7 de marzo de 1802 - † San Miguel de Tucumán, 30 de marzo de 1870), militar argentino. 

## Sus inicios
Era hijo de José Eugenio de Elías y de María Isabel Colón de Larreategui, descendiente de Cristóbal Colón. Con su padre se exilió en Tucumán después de la derrota patriota en la batalla de Ayohuma. Más tarde se mudó a Buenos Aires.
Comenzó su carrera militar en Buenos Aires como cadete de Húsares de la Unión en 1817. Ascendió en 1818 a alférez y pasó al regimiento de Blandengues de la Frontera donde obtuvo sucesivos ascensos hasta el grado de ayudante mayor en 1825. Combatió a las órdenes de los coroneles Domingo Arévalo, Sáez, Rauch y Sayós.

## La Guerra del Brasil
Luego pasó a formar parte de Ejército de Observación que organizaba el general Martín Rodríguez sobre la línea del río Uruguay, al iniciarse la guerra del Brasil.
Participó luego en la campaña contra el imperio del Brasil como ayudante de campo del general Alvear. Asistió a las batallas de Ituzaingó y Camacuá.

## Las guerras civiles
Regresó a Buenos Aires en noviembre de 1828, y colaboró con el general Juan Lavalle en su revolución contra el gobernador Manuel Dorrego. Fue nombrado edecán del general usurpador, y a sus órdenes combatió en la batalla de Navarro. Unos días más tarde, fue el oficial que condujo prisionero a Dorrego desde Salto a Navarro; fue también el jefe del pelotón de fusilamiento del gobernador. Luchó en la campaña contra Juan Manuel de Rosas y en la batalla de Puente de Márquez.
Tras la derrota de Lavalle, se exilió al Uruguay, donde se unió al ejército de ese país. Enfrentó las revoluciones de 1831 a 1834, y participó en la rebelión de Fructuoso Rivera, en 1836 y 1837.
En 1839 formó parte del ejército de Lavalle, con el que recorrió gran parte del país: estuvo en las batallas de Yeruá, Don Cristóbal (después de la cual fue ascendido a coronel) y Sauce Grande. Participó en la campaña sobre Buenos Aires y Santa Fe y combatió en la batalla de Quebracho Herrado. Después de este desastre, intentó huir a Bolivia, pero el general Lamadrid lo nombró jefe de Estado Mayor del ejército tucumano. Al poco tiempo fue enviado como embajador de la Coalición del Norte ante el gobierno boliviano, cargo que perdió sentido después de la derrota de Famaillá.
Permaneció muchos años en Bolivia, donde escribió una Memoria Histórica sobre la campaña de Lavalle.
Regresó en cuanto supo de la derrota de Rosas en la batalla de Caseros. Se presentó al vencedor, general Urquiza, que lo reconoció con el grado de coronel y lo envió nuevamente a Bolivia, para ser allí su embajador. De camino hacia allí, participó en la guerra contra el caudillo tucumano Celedonio Gutiérrez, combatiendo en las filas de Antonino Taboada en la batalla de Los Laureles.
Fue embajador de la Confederación Argentina ante el gobierno boliviano hasta 1856. De regreso, en 1858 fue nombrado jefe de policía de la provincia de Tucumán. Luchó en la guerra civil que siguió en Tucumán a la noticia de la batalla de Pavón, y tuvo una actuación destacada en la batalla de Río Colorado. Durante el resto de la década, fue un personaje destacado del partido mitrista, dirigido por la familia Posse.
Falleció en San Miguel de Tucumán en marzo de 1870.